# Mesarmadillo similis
Mesarmadillo similis är en kräftdjursart som beskrevs av Richardson1907. Mesarmadillo similis ingår i släktet Mesarmadillo och familjen Eubelidae. Inga underarter finns listade i Catalogue of Life.